# Cucina degli Stati Uniti meridionali

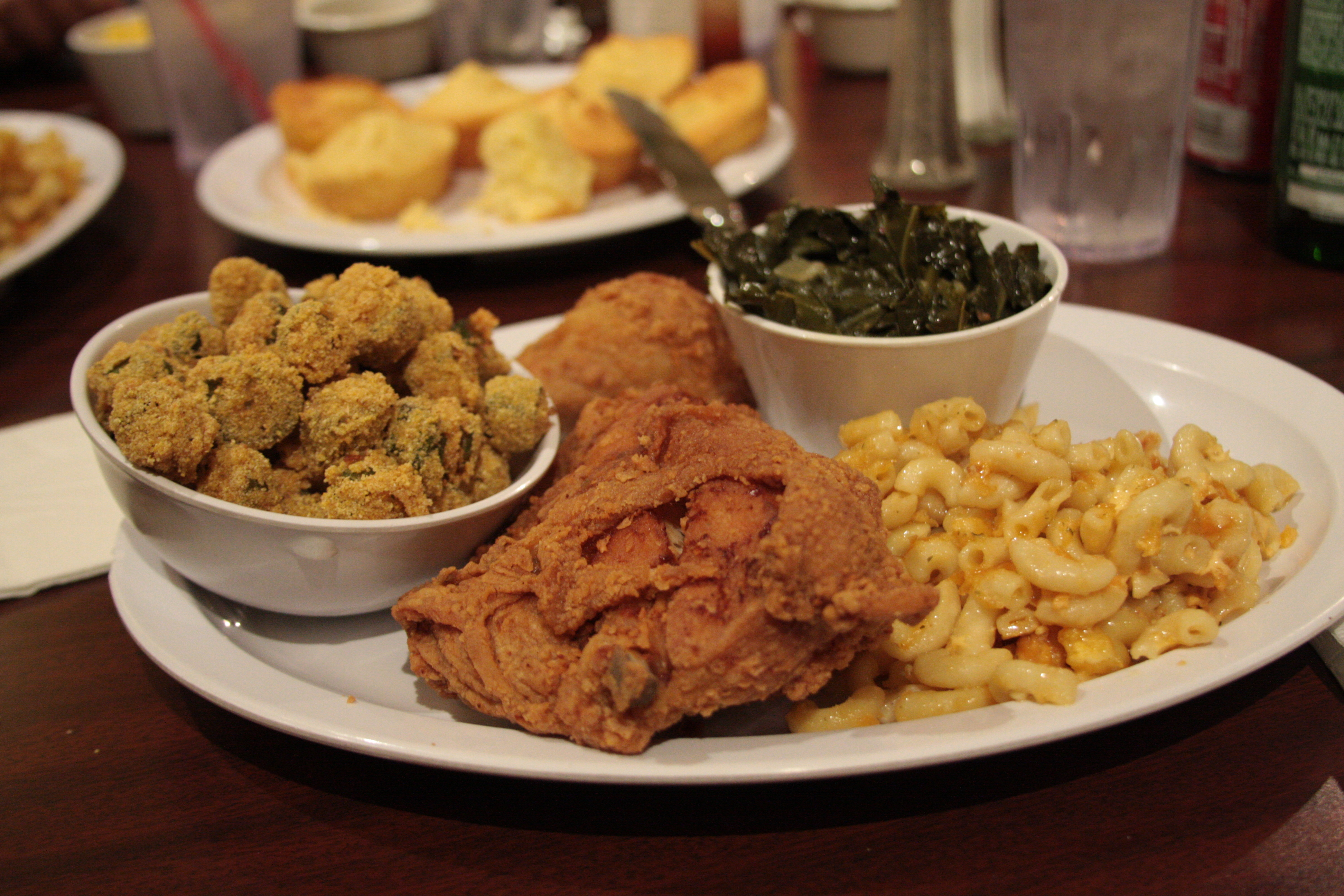
Pasto a base di piatti tipici del sud americano con pollo fritto, maccheroni al formaggio, cavoli e gombo fritto

La cucina degli Stati Uniti meridionali è l'espressione dell'arte culinaria tradizionale degli USA meridionali.

## Caratteristiche
La cucina degli Stati Uniti meridionali caratterizza tutti gli stati che vanno dal Texas a quelli atlantici del sud, e presenta molte pietanze a base di verdure locali come la zucca e il mais. Fra gli ingredienti non indigeni alla base di questa cucina vi sono lo zucchero, la farina, il latte e le uova, che provengono invece dall'Europa, così come i piselli dagli occhi neri, il gombo, il riso, le melanzane, il sesamo, il sorgo e i frutti delle piante della famiglia Cucurbitaceae, così come molte spezie, che sono invece originari dell'Africa. In quest'area degli USA è tradizionale la cottura della carne nelle fosse, che è stata ereditata da tribù indiane come i Caddo, i Choctaw e i Seminole.
Nel sud americano si seguono abitudini alimentari che hanno le loro radici nella cucina inglese e scozzese, come ad esempio quella di consumare la full breakfast, adattate al contesto geografico subtropicale del posto. Infatti, la carne di agnello e montone viene sostituita da quella di maiale (che in Scozia viene considerata un tabù alimentare), mentre l'avena tritata, un tempo molto più rara di oggi, viene rimpiazzata dalla semola. La cucina del sud risente anche l'influenza della tradizione culinaria francese, di quella dell'Africa occidentale e di quella spagnola, che hanno dato vita alla cucina creola, così come di quella dei Caraibi e di quella Tex-Mex, originata dalla commistione di influenze messicane e nativo-americane.
Esistono molte varianti regionali della cucina del sud statunitense, fra cui quella creola della Louisiana, dei cajun e quelle del Tidewater, degli Appalachi del South Carolina Lowcountry e la Floribbean cuisine.

## Piatti principali
I cibi tradizionali del sud presentano molti piatti con mais e e semola, piselli, cavoli, cime di rapa, senape, fagioli come quelli della varietà pinto,  la pianta poke sallet e il gombo, che viene solitamente dragato nella farina di mais e fritto, ma anche al vapore, in umido, saltato in padella o in salamoia. Le molte specialità locali includono pollo, i pomodori verdi e pesce gatto fritti, patate dolci bollite o al forno, carne cotta alla griglia, il pulled pork, il purè di patate, il prosciutto di campagna, gli hush puppies, i bignè, il succotash, il brisket, il polpettone, la chicken fried steak, i biscuit al latticello (che vengono spesso mangiati con burro, gelatina di frutta, conserve di frutta, miele, salsa gravy o sorgo dolce), il pimento cheese, i maccheroni al formaggio, la jambalaya, il pudding di mais, il Brunswick stew e bevande come il tè dolce. La gastronomia del sud include dolci come i cobbler alla frutta, il pudding di pane, e molte pie, come la sweet potato pie, la chess pie, la shoofly pie, la pecan pie e la torta di pesche.

## Galleria d'immagini

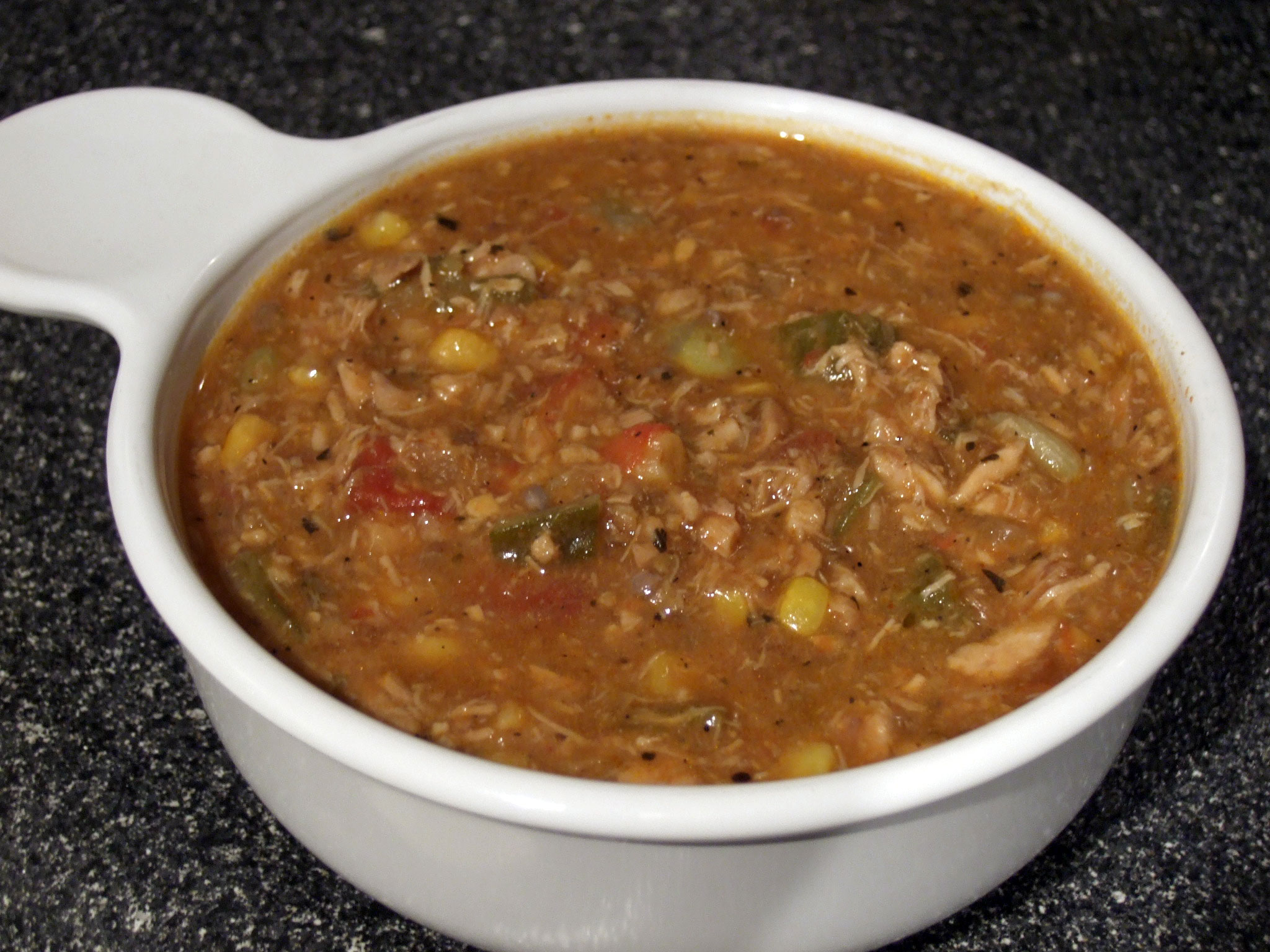
Brunswick stew
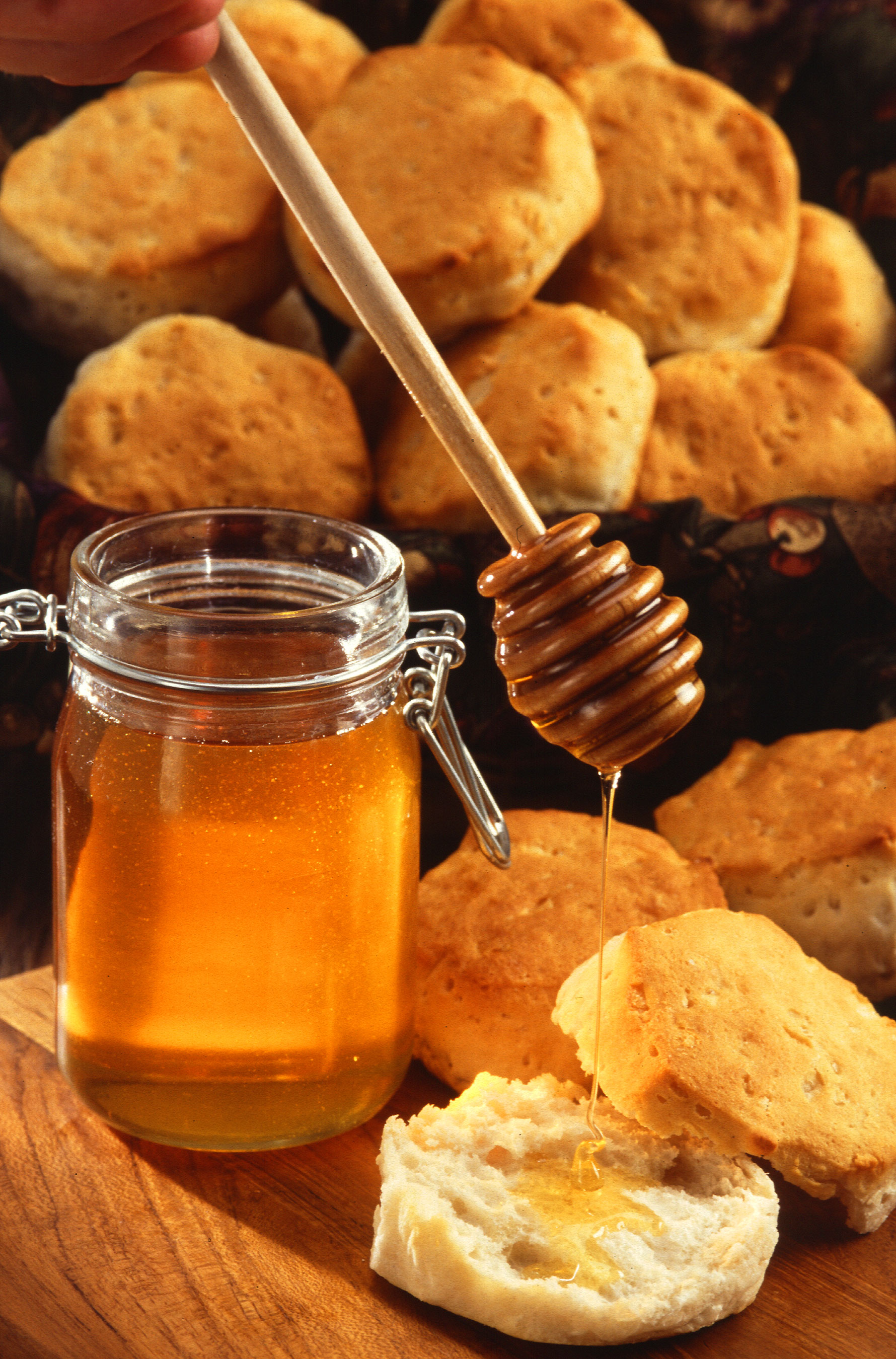
Biscuit con miele
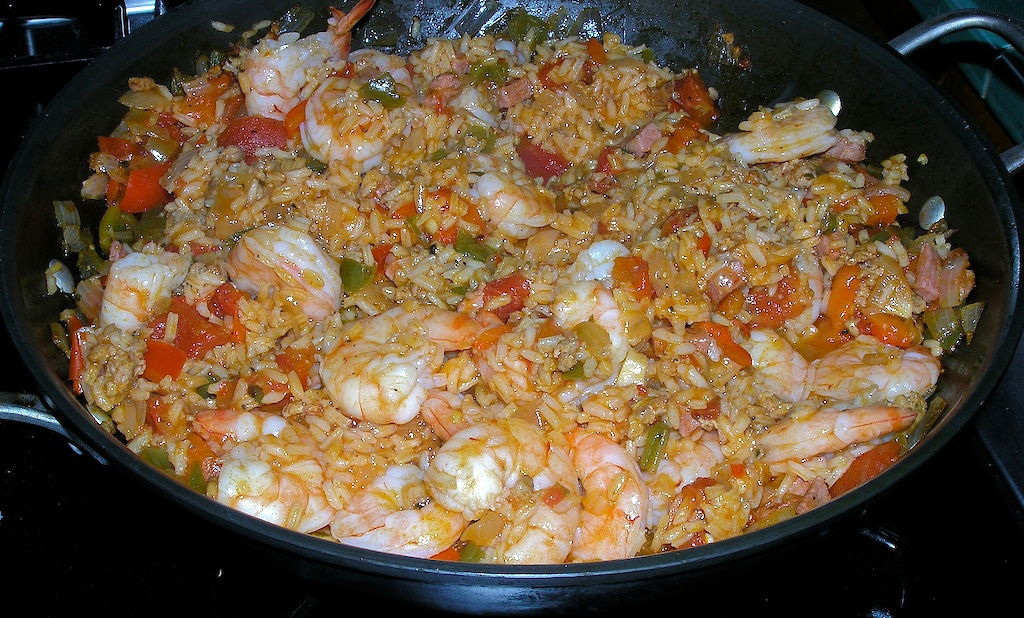
Jambalaya
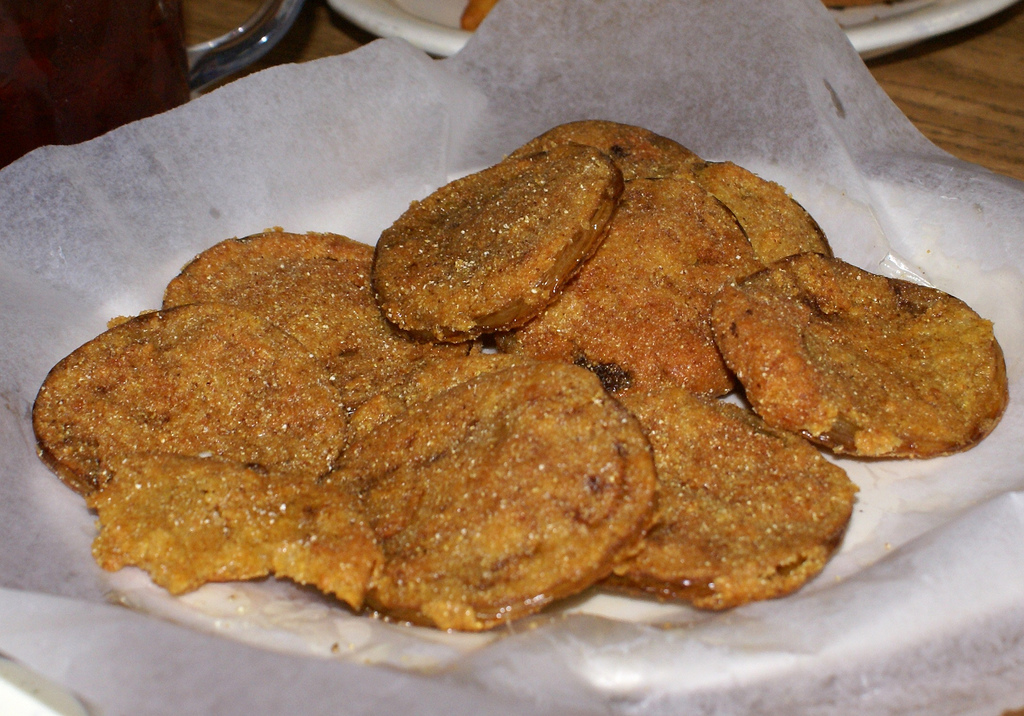
Pomodori verdi fritti
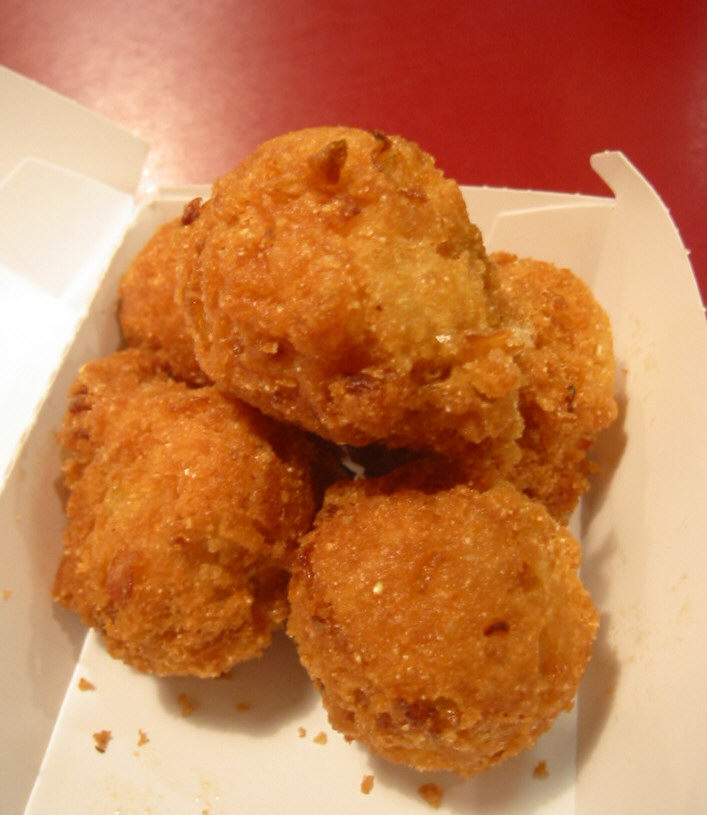
Hush puppies
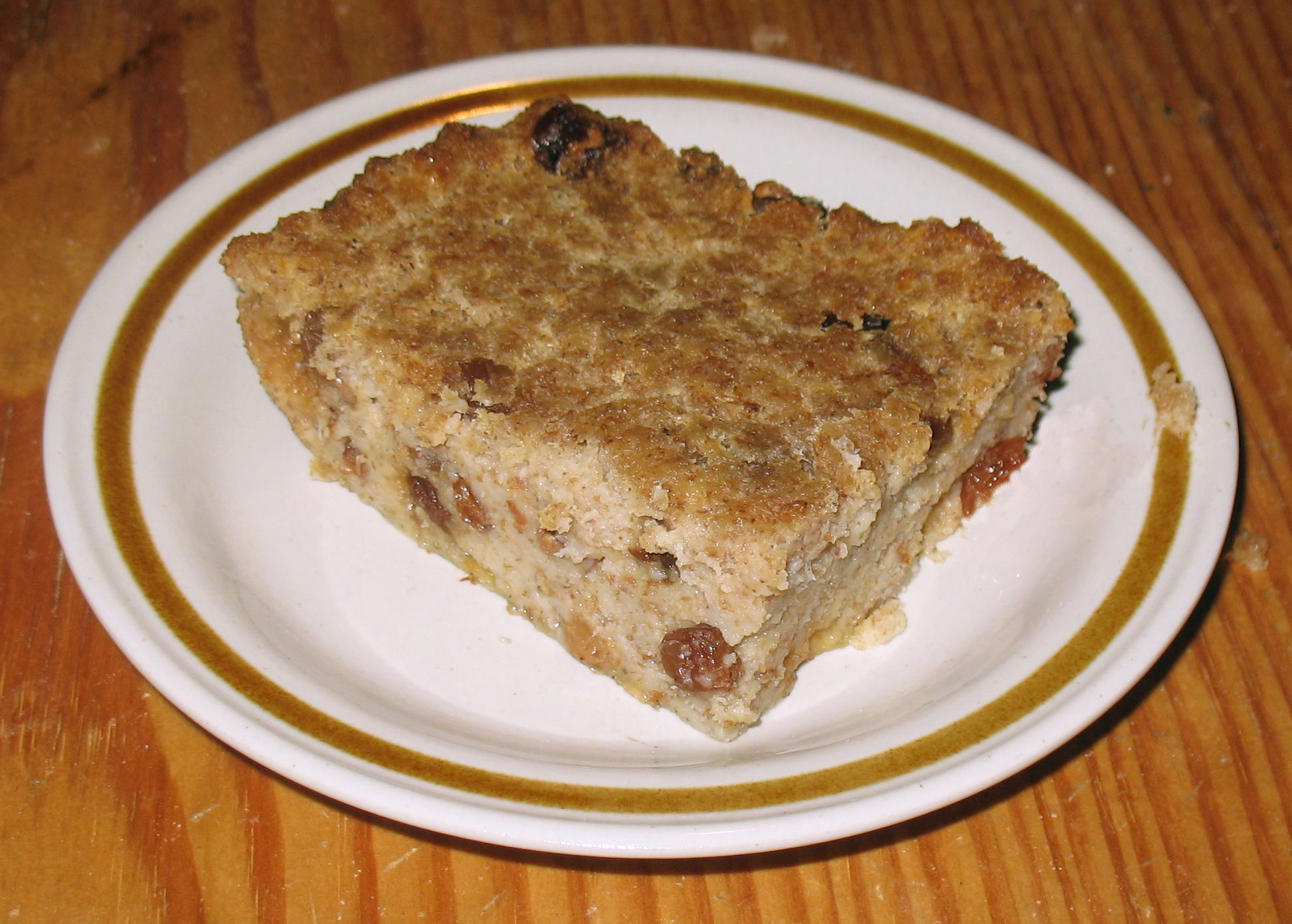
Pudding di pane